# 時政勗
時政勗（ときまさ つとむ、1940年11月23日-　）は、日本の経済学者、広島修道大学名誉教授。

## 人物
山口県生まれ。1964年九州大学経済学部卒業、69年同大学院経済学研究科博士課程単位取得退学。83年「最適成長論の基礎」で経済学博士。西南学院大学経済学部講師・助教授・教授、佐賀大学経済学部教授、広島修道大学経済科学部教授、人間環境学部教授。2012年定年、名誉教授。専門は環境経済学、資源経済学、マクロ経済学。

## 著書
- 『最適成長論の基礎』ミネルヴァ書房 1979
- 『枯渇性資源の経済分析』牧野書店 経済の情報と数理 1993
- 『経済学 基礎と方法』牧野書店 経済の情報と数理 1999
- 『環境・資源経済学』中央経済社 2001
- 『環境経済学の視点』牧野書店 経済・統計分析入門 2011

### 共編著
- 『線型経済学』武野秀樹共著 有斐閣 1973
- 『新近代経済学要論』武野秀樹共編 有斐閣ブックス 1988
- 『現代マクロ経済学 その基礎と展開』山下正毅共編著 中央経済社 講座/現代経済学 1991
- 『入門現代経済学 日本経済を知るために』細江守紀,江副憲昭共編著 勁草書房 1995
- 『マクロ経済学』三輪俊和,高瀬光夫共編 勁草書房 現代経済学のコア 2003
- 『環境と資源の経済学』薮田雅弘,今泉博国,有吉範敏共編 勁草書房 現代経済学のコア 2007
- 『応用経済学の課題と展開』細江守紀共編 勁草書房 現代経済学研究 2009

## 論文
- <時政勗